# Java Web Services Development Pack
Java Web Services Development Pack（JWSDP）は、Javaに関する最新技術を使ってWebサービスやWebアプリケーションを開発するためのフリーなソフトウェア開発キット (SDK)。
JWSDP は既に GlassFish とWSITで置き換えられている。また、一部機能は Java SE 6 ("Mustang") に取り込まれた。ソースコードは Open Source Initiative が認める CDDL ライセンスで入手可能。

## Java API
JWSDP 1.6 に含まれていたコンポーネントとAPIを以下に示す。
- Java API for XML Processing (JAXP), v 1.3
- Java Architecture for XML Binding (JAXB), v 1.0 and 2.0
- JAX-RPC v 1.1
- JAX-WS v 2.0
- SAAJ (SOAP with Attachments API for Java)
- Java API for XML Registries (JAXR)
- Web Services Registry

初期のJWSDPには以下も含まれていた。
- Java Servlet
- JavaServer Pages
- JavaServer Faces

## 関連技術
WebサービスやXMLプロセッサに関するJavaの実装は他にも様々なものが存在する。Java標準をサポートしているものもあれば、それ以外の標準をサポートしているものや、標準をサポートしていないものもある。関連する技術としては、以下のものがある。
- Apache Axis - Webサービス・フレームワーク
- XINS - RPC/Webサービス・フレームワーク
- xmlenc - XML出力ライブラリ
- JBoss Web Services - JBoss のWebサービススタック